# Oxnard (Kalifornia)
Oxnard város az USA Kalifornia államában, Ventura megyében. Lakosainak száma 202 063 fő (2020. április 1.).

## Népesség
A település népességének változása:
| Lakosok száma | 2555 | 197 899 | 202 063 |
|               | 1910 | 2010    | 2020    |